# Ablaincourt-Pressoir
Ablaincourt-Pressoir là một thị trấn của tỉnh Somme, thuộc vùng Hauts-de-France, miền bắc nước Pháp.

## Dân số
| 1851                                                    | 1896 | 1962 | 1968 | 1975 | 1982 | 1990 | 1999 |
| ------------------------------------------------------- | ---- | ---- | ---- | ---- | ---- | ---- | ---- |
| 589                                                     | 418  | 193  | 224  | 194  | 185  | 206  | 227  |
| Kết quả điều tra từ năm 1962, dân số không tính hai lần |      |      |      |      |      |      |      |